# Michał Arcichowski

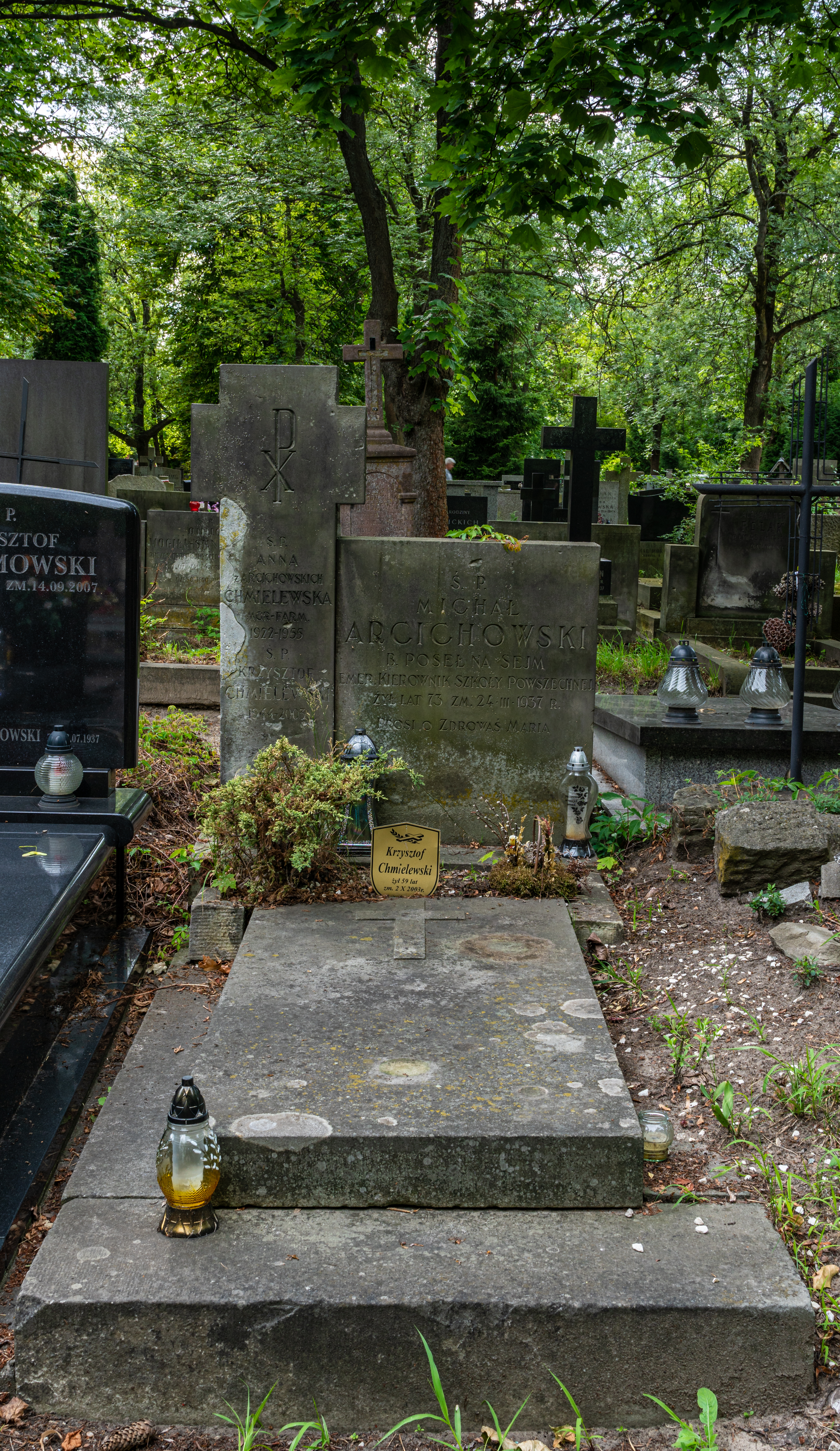
Grób Michała Arcichowskiego na cmentarzu Powązkowskim

Michał Arcichowski (ur. 14 września 1863 w Wólce Zamkowej, zm. 24 marca 1937 w Warszawie) – polski nauczyciel, publicysta, samorządowiec i polityk, poseł na Sejm Ustawodawczy oraz Sejm I kadencji w II RP z ramienia Związku Ludowo-Narodowego.

## Życiorys
Urodził się w rodzinie Andrzeja i Karoliny z domu Mazurczyk. Ojciec za udział w powstaniu styczniowym utracił szlachectwo. Michał Arcichowski uczył się w gimnazjum w Janowie Podlaskim oraz w seminarium nauczycielskim w Siennicy. Po ukończeniu edukacji pracował jako nauczyciel we Włocławku a później w szkołach podwarszawskich miejscowości: Służew i Mokotów (obecnie obie miejscowości w składzie warszawskiej dzielnicy Mokotów). Działalność społeczną rozpoczął w 1893 zakładając tajne towarzystwo nauczycieli szkół powszechnych Królestwa Polskiego. W towarzystwie tym angażował się w organizację zajazdów, wykładów i wycieczek krajoznawczych dla nauczycieli. Do 1905 publikował w czasopiśmie "Polak", pisywał też do "Zorzy" i "Przeglądu Wszechpolskiego". Działał w Towarzystwie Oświaty Narodowej wyjeżdżając z wykładami na wieś. Od 1905 był członkiem Ligi Narodowej. W tym samym roku wydał broszurę "Burzenie kościołów na Litwie". W 1906 został aresztowany na zebraniu nauczycielskim i przebywał w areszcie 24 godziny, zawieszono go także w pełnieniu obowiązków nauczyciela przez okres 6 miesięcy. Był członkiem Zarządu Związku Unarodowienia Szkół. W okresie I wojny światowej organizował bursy dla nauczycieli-uchodźców, współpracował także z Centralnym Komitetem Obywatelskim w Warszawie. Za zaangażowanie w sprawy oświaty Arcichowski był karany grzywnami przez niemieckie władze okupacyjne. W latach 1916–1919 był radnym Rady Miejskiej w Warszawie (do 1917 jako przedstawiciel kurii nauczycielskiej). Od 1919 pełnił funkcję kierownika szkoły na Mokotowie. W tym samym roku został wybrany posłem na Sejm Ustawodawczy z listy nr 2 (Polski Komitet Wyborczy Powiatowy) w okręgu wyborczym nr 34 (Bielsk Podlaski). W Sejmie zasiadał w klubie parlamentarnym Związku Sejmowego Ludowo-Narodowego. Uczestniczył w pracach komisji parlamentarnej do spraw oświaty i w komisji wodnej. Do Sejmu I kadencji został wybrany z listy nr 8 (Chrześcijański Związek Jedności Narodowej) w okręgu nr 4 (Ostrów Mazowiecka) W Sejmie I kadencji funkcjonował w komisji petycyjnej, oświatowej i jako zastępca członka w komisji robót publicznych. Po zakończeniu sprawowania mandatu poselskiego powrócił do pracy w oświacie. W latach 30. był członkiem Stronnictwa Narodowego w kole partyjnym na Mokotowie. Został pochowany na cmentarzu Powązkowskim w Warszawie (kwatera 119-3-17).

## Rodzina
Michał Arcichowski miał ośmioro rodzeństwa: Marię, Aleksandra, Tomasza, Antoniego, Zofię, Agnieszkę, Kazimierza i Franciszka. Do końca życia pozostał kawalerem. Wziął na wychowanie dziewczynkę z domu dziecka, którą także wykształcił.